# Säve landskommun
Säve landskommun var en tidigare kommun i föruvarande Göteborgs och Bohus län.

## Administrativ historik
I Säve socken i Västra Hisings härad i Bohuslän inrättades när 1862 års kommunalförordningar trädde i kraft denna landskommun.
Den 1 januari 1949 (enligt beslut den 16 januari 1948) överfördes från Säve landskommun till Göteborgs stad och Backa församling ett område av fastigheterna Tagene Norgård 3:3 och 3:7-3:9, med 5 invånare och omfattande 0,19 km², varav 0,16 km² land.
Kommunen påverkades inte av 1952 års kommunreform.
Kommunen upphörde med utgången av år 1966, varefter dess område inkorporerades med Göteborgs stad, från 1971 Göteborgs kommun.

### Kyrklig tillhörighet
I kyrkligt hänseende hörde landskommunen till Säve församling.

## Geografi
Säve landskommun omfattade den 1 januari 1952 en areal av 51,58 km², varav 49,53 km² land.

### Tätorter i kommunen 1960
| Tätort            | Folkmängd |
| ----------------- | --------- |
| Göteborg, del ava | 610       |
| Säve              | 252       |

Tätortsgraden i kommunen var den 1 november 1960 32,3 procent.

## Politik

### Mandatfördelning i valen 1938–1962
| 1 | 8 | 11 |

| 19 |

| 9 | 11 |

| 19 |

| 1 | 19 |

| 19 |

| 8 | 6 | 6 |

| 18 |

| 7 | 5 | 4 | 4 |

| 19 |

| 7 | 6 | 3 | 4 |

| 19 |

| 9 | 5 | 3 | 3 |

| 18 |